# Zjakalen
 Der er for få eller ingen kildehenvisninger i denne artikel, hvilket er et problem. Du kan hjælpe ved at angive troværdige kilder til de påstande, som fremføres i artiklen.

Thomas Riddersholm (født 9. juli 1987 i Aalborg), alias Zjakalen, er en dansk rapper, der igennem en længere årrække har gjort sig bemærket med både egne projekter og som gæst på andres udgivelser.
I maj 2013 udkom Zjakalens debutalbum "Snakker Du Til Mig?" på Target Distribution. Albummet indeholder bl.a singlen "Lige nu" hvor den tidligere melodi grand prix vinder Trine Jepsen synger omkvæd. Af andre gæster på albummet kan nævnes Juncker, Østkyst Hustlers, L:Ron:Harald, Jøden, Ham Den Lange, Magermayn, Jonny Hefty og Kazpa G. Zjakalen blev med albummet nomineret i kategorierne "Årets nye danske navn" og "Årets danske Urban-udgivelse" ved GAFFA-Prisen 2013.
Zjakalen er tidligere medlem af det nu opløste undergrunds-hiphopband "9KiloKlik".
I oktober 2013 deltog Zjakalen i TV3-programmet "MasterChef Dessert", hvor han var makker med skuespilleren Søren Hauch-Fausbøll.
I 2015 udgav Zjakalen EP'en "Verdensmand" på selskabet Millennium Music Group. EP'en høstede bl.a 4 ud af 6 hjerter i Politiken.
I 2016 var Zjakalen med som fast support for Østkyst Hustlers på deres 20-års jubilæums-tour "Fuld Af Løgn".
Zjakalen var vært ved Danish Deejay Awards 2016 og 2017.
Thomas Riddersholm er også skuespiller og har bl.a haft mindre roller i filmen Klassefesten 2, tv-serien Dicte og senest i TV2-serien Norskov, 2. sæson.
Zjakalen er tv-vært for det nordjyske bymedie MigogAalborg.
Zjakalen er i øvrigt en af folkene bag det populære  youtube-program "Tour De Grillbar".